# Схвілісі
Схвілісі (груз. სხვილისი) — село в Грузії.
За даними перепису населення 2014 року в селі проживає 1033 особи.